# Voetbal in Brazilië

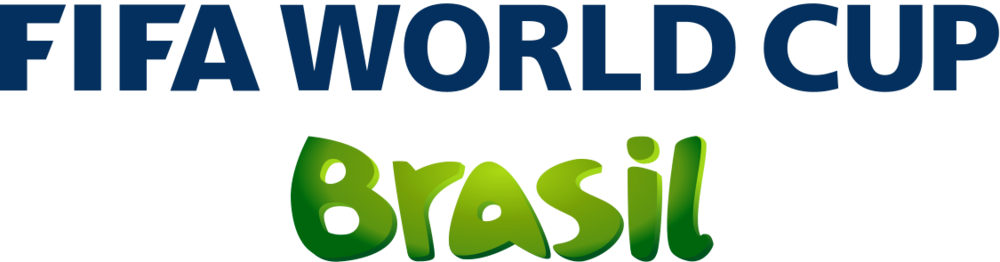
Logo van het WK van 2014 dat in Brazilië georganiseerd werd

Voetbal is een nationale sport in Brazilië, het is tevens de populairste sport van het land.

## Overzicht
De Braziliaanse voetbalbond (CBF) is het overkoepelende sportorgaan. Het nationale elftal won het WK vijf keer, in 1958, 1962, 1970, 1994 en 2002 en is het enige team dat nog geen enkele editie van het WK miste. Elk WK is Brazilië een van de favorieten voor de eindoverwinning. Na de derde wereldtitel in 1970 mocht het land de wereldbeker, de Jules Rimet-beker permanent houden. In 2013, één jaar voor het WK in eigen land startte stond het land slechts 22ste op de wereldranglijst, een laagterecord.
Het nationale elftal domineerde in de late jaren vijftig en de jaren zestig het internationale voetbal. Sinds de invoering van de FIFA-wereldranglijst in 1993 stond het land van 1995 tot 2007 met uitzondering van één jaar aan de top van de ranking.
Vele Braziliaanse spelers zoals Arthur Friedenreich, Garrincha, Pelé, Zico, Sócrates, Romário, Rivaldo, Ronaldo, Ronaldinho en Kaká worden beschouwd als de beste spelers uit de geschiedenis.
De grootste clubs bevinden zich in Rio de Janeiro en São Paulo, waardoor er een heuse rivaliteit heerst in de stadsderby’s. De clubs kunnen financieel evenwel niet op tegen de grote Europese clubs waardoor ongeveer 5.000 Brazilianen actief zijn in andere profcompetities.
Pelé is ongetwijfeld de beste voetballer ter wereld, hij won met Brazilië drie WK's als speler en is de topschutter aller tijden in de sport. Door de jaren heen bereikten vele spelers een heldenstatus.
Pas in 1959 kwam er met de Taça Brasil een landelijke competitie. Aan de Taça mochten alle staatskampioenen deelnemen. In 1967 werd het Torneio Roberto Gomes Pedrosa opgericht. Ook deze competitie leverde een landskampioen op, maar hieraan namen enkel de sterkste clubs deel uit de sterkste competities omdat het verschil te groot was met clubs uit de kleinere competities die zich elk jaar voor de Taça plaatsten. In 1968 werd de laatste editie van de Taça gehouden en tot 1970 was het Torneio Roberto Gomes Pedrosa de enige competitie. In 1971 werd de Campeonato Brasileiro Série A opgericht. Opnieuw mochten hier clubs uit alle staten aan deelnemen, tot 1986. Hierna slaagden vele kleine staten er niet meer in om een deelnemer in de hoogste divisie te leveren.
Het voetbal groeide door de jaren heen uit tot de populairste sport in het land. Brazilianen noemen hun land weleens o País do Futebol (het land van de voetbal). Meer dan 10.000 Brazilianen spelen profvoetbal over de wereld verspreid.
Een uniek aspect aan het Braziliaanse voetbal is dat het regionale voetbal nooit verdween. De meeste landen hebben al sinds de competitiestart één hoogste klasse, maar net zoals in Duitsland was het voetbal in het begin erg regionaal vanwege de grote afstanden. Hoewel in Duitsland al sinds 1963 één competitie is blijven de regionale competitie per staat in Brazilië bestaan. De competitie wordt gespeeld van januari tot mei en daarna wordt de landelijke competitie gespeeld.

## Bond
De Braziliaanse voetbalbond (Confederação Brasileira de Futebol - CBF) werd op 20 augustus 1914 opgericht, volgens andere bronnen op 6 juni, als de Federação Brasileira de Sports. 1919 werd de naam gewijzigd in Confederação Brasileira de Desportos, de huidige benaming werd in 1979 aangenomen. Sinds 2012 is José Maria Marin de voorzitter. De CBF was in 1916 een van de medeoprichters van de Zuid-Amerikaanse voetbalbond CONMEBOL en is sinds 1923 lid van de wereldvoetbalbond FIFA. De bond heeft zijn hoofdzetel in Rio de Janeiro. Van 1958 tot 1975 was João Havelange voorzitter van de CBF, hij was van 1974 tot 1998 ook voorzitter van de FIFA.

## Ontwikkeling van het clubvoetbal

### Eerste verenigingen en competities

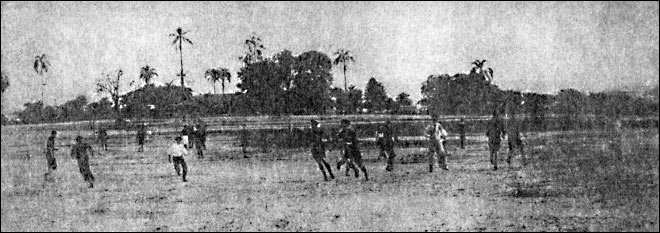
Een van de eerste voetbalwedstrijden in de Braziliaanse geschiedenis: Germânia – Internacional (1899)

Het voetbal werd in 1894 geïntroduceerd door de Schot Thomas Donohue. In april 1894 werd in Bangu, een wijk van Rio de Janeiro de eerste wedstrijd gespeeld.
Een andere Schot, John Miller, emigreerde in de jaren 1870 naar Brazilië om er net zoals vele andere Britse emigranten voor de spoorwegen te werken. In 1884 stuurde hij zijn tienjarige zoon Charles William Miller naar het Engelse Southampton om daar naar school te gaan. Charles was een atleet en leerde al snel het voetbalspel. In 1892 begon hij te voetballen bij Corinthian FC. In 1895 keerde hij met twee voetballen terug naar Brazilië. Hij sloot zich aan bij São Paulo Athletic Club, de eerste sportclub van het land. De club speelde voorheen cricket maar Miller legde de leden ook het voetbalspel uit. De eerste wedstrijd van het team vond zes maanden na die van Donohue plaats.
Miller onderhield goede contacten met Engeland en zowel Corinthian als Southampton FC reisden naar Brazilië om er tegen São Paulo Athletic en andere teams uit de stad te spelen. Na een tour van Corinthian in 1910 werd er in de stad een nieuwe voetbalclub opgericht, die op aangeven van Miller de naam SC Corinthians aannam. In 1901 werd er voor het eerst een wedstrijd gespeeld tussen een team uit São Paulo en Rio de Janeiro. In 1902 werd in São Paulo ook de eerste competitie opgezet, de Campeonato Paulista. São Paulo Athletic werd de eerste kampioen en won ook de volgende jaren de titel. Bij deze club speelden enkel Britten. CA Paulistano werd in 1905 de eerste club waarin Brazilianen speelden die kampioen werd. Datzelfde jaar ging in de staat Bahia een tweede staatskampioenschap van start, het Campeonato Baiano, topclub Vitória was er van het eerste seizoen bij.
De toenmalige hoofdstad Rio de Janeiro volgde pas in 1906 met het staatskampioenschap, het Campeonato Carioca. Fluminense en Botafogo waren twee van de oprichtende clubs.

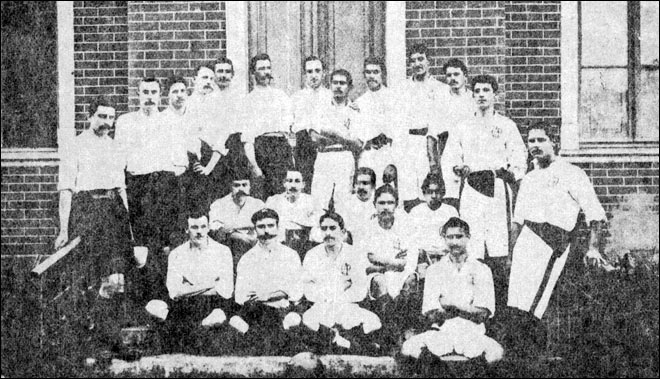
São Paulo Athletic in 1902

Jarenlang bleef sport voorbehouden voor de blanke elite en werd door Britten gedomineerd. De Engelse voetbaltermen kregen een Portugees jasje, zo werd goal gol, team werd time en voetbal werdFutebol, voet in het Portugees is namelijk pé.
Ook Duitse inwijkelingen drukten hun stempel op het voetbal in de begindagen. Reeds in 1899 richtte de uit Hamburg afkomstige Hans Nobiling de clubs en Sport Club Internacional en Sport Club Germânia op, deze laatste club nam tijdens de Tweede Wereldoorlog de naam EC Pinheiros aan. De tweede voetbalclub van São Paulo, AA Mackenzie College werd door Belfort Duarte opgericht. In 1900 richtten andere Duitsers dicht bij de Uruguayaanse grens in het stadje Rio Grande de club Sport Club Rio Grande op, het is de oudste nog bestaande voetbalclub van het land. Ongeveer een maand later werd in Campinas in de staat São Paulo Ponte Preta opgericht, dit is de tweede oudste club en de oudste club die actief is in de hoogste reeksen.
In 1899 werden in de noordelijke stad Salvador de clubs Clube Internacional de Cricket en Vitória opgericht, die eerst als cricketclub startten maar later ook een voetbalafdeling kregen.
Fluminense is de oudste club van Rio de Janeiro en werd in 1902 opgericht. In 1904 volgden ook Botafogo FC en America.
Op 15 september 1903 werden in de zuidelijke stad Porto Alegre maar liefst twee voetbalclubs opgericht, Grêmio Foot-Ball Porto Alegrense door Britten en Duitsers en Fussball Club door Duitsers. Zij speelden vanaf 1904 tegen elkaar voor de Troféu Wanderpreis. Vanaf 1910 kwam er een stadscompetitie.
In 1910 bezocht het Engelse Corinthian FC de stad São Paulo, dit bezoek was de inspiratie voor de naam van de nieuwe club SC Corinthians Paulista.

### Voetbal wordt volkssport

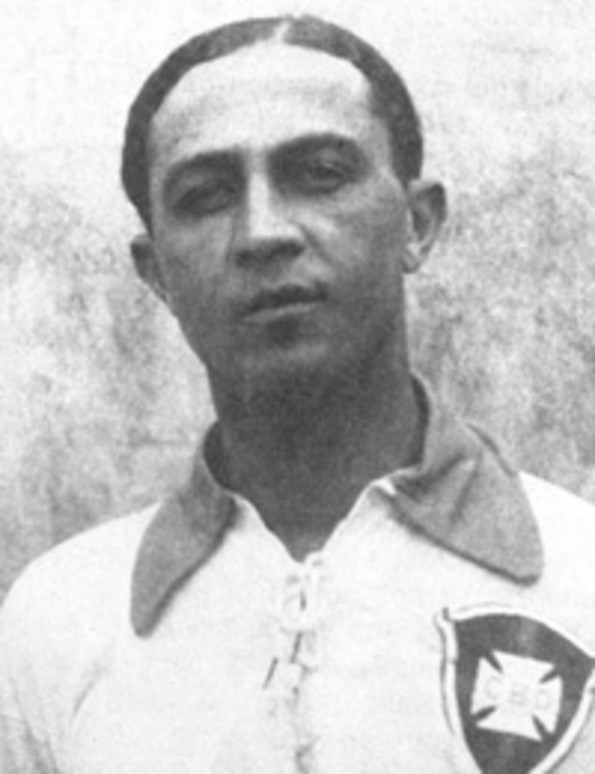
Arthur Friedenreich

In de jaren twintig van de twintigste eeuw evolueerde voetbal naar een volkssport. In deze tijd werden spelers van de betere clubs al semiprofs. Vanaf 1918 moesten clubs verplicht ook Afro-Brazilianen in hun team opnemen.
Een van de eerste voetballegendes van het land was Arthur Friedenreich (1892-1969) uit São Paulo, zijn vader was een Duitser en zijn moeder Afro-Braziliaans. Hij begon zijn carrière voor SC Germânia, waar hij binnengehaald werd door een van de bekendste Braziliaanse sporters uit die tijd, Hermann Friese. Hij was speler en trainer van de club en ook een befaamd atleet, die al medailles gewonnen had. Hij zorgde ervoor dat de regel afgeschaft werd bij Germânia dat Afro-Brazilianen niet bij de club mochten spelen.
Ondanks zijn donkere huidskleur was het zijn geluk dat zijn vader een blanke Duitser was waardoor hij in 1914 mocht aantreden in de allereerste wedstrijd van het nationale elftal. In 1919 en 1922 werd hij met het team Zuid-Amerikaans kampioen. Friedenreich moest wel zijn kroezelhaar stijlen en om blank uit te zien meel op zich smeren. In 1921 beval president Epitácio Lindolfo da Silva Pessoa dat er geen spelers met een donkere huidskleur mochten aantreden in het Zuid-Amerikaans kampioenschap van dat jaar om geen aanzien te verliezen. Nadat Brazilië de titel niet won en er openlijk protest kwam trok hij zijn beslissing weer in en een jaar later werd Brazilië terug kampioen. Friedenreich speelde in totaal 26 jaar lang voetbal en kreeg verscheidene bijnamen: in Brazilië Pé de Ouro (Gouden voet), in Uruguay El Tigre (de tijger) en in Paris Roi du Football (koning van het voetbal).
De eerste professionele voetbalclub van het land was Vasco da Gama uit Rio de Janeiro. Deze club speelde in 1923 voor het eerst in de hoogste klasse van het Campeonato Carioca en werd meteen kampioen. Bij de basisspelers waren drie zwarten, één mulat en zeven blanken. De aristocratische clubs Fluminense, Botafogo, Flamengo en America wilden echter geen Afro-Brazilianen en verlieten het jaar erop de competitie en richtten een nieuwe bond op. Na één seizoen werden de racistische bepalingen echter overboord gegooid en speelden de grote clubs weer samen.
In de jaren dertig werd het profvoetbal ingevoerd, vooral in São Paulo leidde dit ertoe dat grote traditieclubs, die hun amateurstatus niet wilden opgeven, uiteindelijk besloten om te stoppen met voetbal.

### Competitie- en bekervoetbal
Naast de vier nationale competities en de Braziliaanse beker zijn er nog talrijke competities in de staten en steden, waaraan ook teams deelnemen die in de hogere reeksen spelen. Aangezien een aantal teams uit de Série A ook nog eens actief is in de Zuid-Amerikaanse internationale competities is er voor de club een hoge druk en spelen ze praktisch het hele jaar door.
Het aantal regionale bekercompetities ging hierdoor fors achteruit en de Série A wordt sinds 2003 naar Europees voorbeeld gespeeld. Er spelen twintig clubs in en degene die na 38 dagen aan de leiding staat is de kampioen, dit was erg ongewoon in het Braziliaanse voetbal. Tot dan toe, waren er vele systemen van play-offs waarin de kampioen bepaald werd.
Het voetbalseizoen volgt het kalenderjaar. Vanaf januari februari beginnen de 27 staatskampioenschappen, die duren tot april mei. Het nationale seizoen wordt gespeeld van mei tot december. De afgelopen jaren werden enkele interstaatcompetities terug opgestart, vaak nemen de grote clubs hieraan deel en spelen ze de eerste fase van de staatscompetities niet. De spelwijze van de staatscompetities wijzigt ook met de regelmaat van de klok.
Toeschouwersaantallen kunnen sterk variëren, voornamelijk bij de staatskampioenschappen, waarin clubs verzameld worden die in de Série A, B, C of D actief zijn aangevuld met een aantal clubs die zelfs niet op nationaal niveau spelen. Aangezien de meeste grote steden meerdere clubs hebben die op nationaal niveau niet elk jaar in dezelfde competitie spelen worden in de staatscompetitie vaak derby’s gespeeld voor 70.000 toeschouwers. Andere mindere belangrijke wedstrijden trekken dan soms maar enkele honderden toeschouwers, wedstrijden met maar vijftig supporters zijn geen uitzondering. Ook prijzen kunnen variëren en bij belangrijke wedstrijden vragen de clubs soms een pak meer entree.

#### Nationaal kampioenschap
De grote uitgestrektheid van het land Brazilië was een hindernis voor het organiseren van een landelijke competitie. Er kwam bijvoorbeeld pas in 1975 een autosnelweg tussen de op 500 km van elkaar liggende grootsteden Santos en Rio de Janeiro. Betaalbaar luchtverkeer maakte regelmatige wedstrijden tussen clubs uit andere metropolen mogelijk. Hiervoor waren er wel regelmatig toernooien tussen deelstaten die geografisch dicht bij elkaar lagen, zoals het befaamde Torneio Rio-São Paulo, dat voor het eerst plaatsvond in 1933.
Echter vonden er ook al eerder toernooien plaats waar clubs van verschillende staten aan deelnamen. De Taça Ioduran werd in 1918 gespeeld en de Copa dos Campeões Estaduais in 1920 en 1936. De winnaars van deze bekers beschouwden zich ook als landskampioen.
Vijf jaar na de invoering van de Europacup I begon Zuid-Amerika ook met een jaarlijkse competitie waaraan de beste teams per land deelnamen, de Copa Campeones, later Copa Libertadores. Om hieraan te kunnen deelnemen had het land dan ook een kampioen nodig, waardoor in 1959 de Taça Brasil gespeeld werd. Bahia werd de eerste officiële landskampioen en speelde in de eerste editie van de Copa Libertadores, waarin ze verloren van het Argentijnse San Lorenzo. In de jaren zestig domineerde het Santos van wereldster Pelé de competitie won de helft van alle edities.
Na enkele jaren mochten de landen twee deelnemers sturen. Hierdoor werd in 1967 het Torneio Roberto Gomes Pedrosa opgericht, een uitbreiding van het Torneio Rio-São Paulo met nog clubs uit de sterkste competities. Nadat in 1968 de laatste editie van de Taça Brasil gehouden werd bleven clubs uit kleinere staten in de kou staan op nationaal niveau.
In 1971 werd met de Campeonato Nacional de Clubes weer een competitie gespeeld voor het hele land. De huidige naam Série A is pas sinds 1989 in voege. Het systeem werd praktisch jaarlijks gewijzigd en deelnemersaantallen varieerden van 40 tot bijna 100 club. In 1987 werd hier komaf mee gemaakt en de staatskampioenen hadden niet langer een ticket voor de Série A. Begin jaren negentig gold dat ook niet meer voor de Série B, waardoor een aantal staten al meer dan twintig jaar niet meer actief zijn in de hoogste reeksen. Na de invoering van de Série D in 2009 mogen alle staten enkel hier nog een rechtstreekse deelnemer sturen.
Sinds de invoering van de landelijke competitie in 1971 waren São Paulo en Flamengo de succesvolste clubs gevolgd door Corinthians, Palmeiras en Vasco da Gama. De titels van de Taça Brasil en het Torneio Roberto Gomes Pedrosa werden door de clubs en de media wel als volwaardig beschouwd, maar werden niet officieel erkend. Pas in 2010 werden deze titels officieel als landstitels bestempeld waardoor Santos en Palmeiras de succesvolste clubs werden. Palmeiras won in 1967 zelfs twee titels.

##### Succesvolste clubs
De meeste topclubs komen uit de staten São Paulo en Rio de Janeiro. Uit São Paulo konden Palmeiras, Santos, São Paulo, Corinthians en Guarani reeds de landstitel winnen. De traditieclub Portuguesa uit São Paulo en São Caetano uit de gelijknamige voorstad van de metropool werden al vicekampioen. Uit Rio de Janeiro werden Flamengo, Vasco da Gama, Fluminense en Botafogo kampioen. Kleinere clubs America en Bangu speelden tot eind jaren tachtig ook in de hoogste klasse en behaalden ook enkele goede resultaten. In tegenstelling tot São Paulo zijn er in de staat Rio de Janeiro praktisch geen clubs van buiten de hoofdstad die op nationaal niveau kunnen meedraaien.
Naast de topclubs uit Rio en São Paulo zijn er ook Grêmio en Internacional uit Porto Alegre en Cruzeiro en Atlético Mineiro uit Belo Horizonte. In 2013 vierde Belo Horizonte zelfs tweemaal feest, Cruzeiro won de landstitel en Mineiro de Copa Libertadores. Verder zijn ook Coritiba en Atlético Paranaense uit Curitiba van tijd tot tijd succesvol. Salvador, nochtans de derde stad van het land beschikt over twee grote clubs, die echter op nationaal niveau geen hoofdrol vervullen. Bahia werd twee keer landskampioen, maar is de laatste jaren veel van zijn pluimen verloren en Vitória een van de oudste clubs van Brazilië werd in de jaren 1990 een keer vicekampioen, maar kon nooit een titel winnen. Uit Recife kon Sport in 1987 de landstitel binnen rijven. Náutico stond in 1967 in de finale om de Taça Brasil. Fortaleza, de vijfde stad van het land, heeft twee clubs die op nationaal niveau meedraaien; Fortaleza en Ceará. In de jaren zestig stond Fortaleza twee keer in de finale om de landstitel, maar verder kregen de clubs nooit voet aan wal op nationaal niveau. Sinds de afschaffing van de rechtstreekse plaatsen in de Série A konden beide clubs nog maar sporadisch aantreden in de hoogste klasse en Fortaleza is zelfs meestal actief in de Série C. De hoofdstad Brasilia heeft totaal geen voetbaltraditie.

#### Staatskampioenschappen
Volledig losstaand van het Campeonato Brasileiro worden in alle 26 deelstaten en in het Federaal District elk jaar in het eerste deel van het jaar de staatskampioenschappen gespeeld. Aangezien er voor 1959 geen landelijke competitie was, zijn deze kampioenschappen de tradititierijkste kampioenschappen van het land. Het Campeonato Paulista (sinds 1902) en Campeonato Carioca (sinds 1906) zijn de belangrijkste.
In deze competities vinden de befaamde stadsderby’s plaats. Zoals de Fla-Flu tussen Flamengo en Fluminense of de Clássico Bavi tussen Bahia en Vitória. Tot in de jaren negentig hadden de staatskampioenschappen een bijna even hoog aanzien als de Série A, echter verliezen deze competities hun belang jaar na jaar.
Voor de clubs die niet in de nationale reeksen spelen zit het competitievoetbal er dus na de maand mei op voor het jaar. In een aantal staten worden ook staatsbekers georganiseerd in het tweede deel van het seizoen. Zo wordt in de staat São Paulo de Copa Paulista de Futebol gespeeld, waar clubs uit de drie hoogste reeksen aan meedoen. De staatsbekers zijn meestal pas in de jaren negentig of nog later begonnen. Vaak levert een winst hier een plaats in de Copa do Brasil van het daaropvolgende jaar op.

#### Copa do Brasil
Naast de reguliere competitie is er sinds 1989 ook een nationale bekercompetitie, de Copa do Brasil. De competitie werd altijd in de eerste helft van het jaar georganiseerd. Door de drukke kalender met ook de Copa Libertadores en de staatscompetities namen de teams die al internationaal voetbal speelden niet deel aan de Copa, waardoor er geregeld een klein team deze prijs kon winnen. In 2013 kwam hier verandering in, de competitie over meer maanden gespreid en teams die internationaal voetbal speelden stroomden pas vanaf de achtste finales in.

#### Zuid-Amerikaanse clubkampioenschappen
De Zuid-Amerikaanse competities worden gedomineerd door Braziliaanse en Argentijnse clubs. In tegenstelling tot in Europa is het mogelijk dat clubs aan de beide belangrijkste competities deelnemen. De vier beste teams uit de Série A en de winnaar van de Copa do Brasil kwalificeren zich voor de Copa Libertadores. Aan de Copa Sudamericana nemen teams deel die in de latere rondes van de Copa do Brasil uitgeschakeld zijn en winnaars van regionale competities zoals de Copa do Nordeste en Copa Verde.
Tot dusver konden de volgende teams de Copa Libertadores winnen: Santos FC (1962, 1963, 2011), Cruzeiro EC (1976, 1997), CR Flamengo (1981), Grêmio (1983, 1995), São Paulo (1992, 1993, 2005), CR Vasco da Gama (1998), SE Palmeiras (1999), Internacional (2006) en Atlético Mineiro (2013). Tot 2004 speelde de winnaar van de Copa Libertadores tegen de Europese winnaar van de Champions League om de intercontinentale beker. In 2000 en opnieuw vanaf 2005 werd het WK voor clubs georganiseerd, maar daarin ook deelnemers uit de andere continenten. São Paulo FC won de intercontinentale beker in 1992 tegen FC Barcelona en een jaar later tegen AC Milan. Grêmio won in 1983 tegen Hamburger SV, Flamengo in 1981 tegen Liverpool FC, Santos in 1962 tegen Benfica en in 1963 tegen Milan. De eerste drie WK’s voor clubs werden door Braziliaanse teams gewonnen. Corinthians versloeg in 2000 Vasco da Gama in de finale, São Paulo won in 2005 van Liverpool en Internacional in 2006 van Barcelona.
De Copa Sudamericana werd in 2002 opgericht als opvolger van de Copa Mercosur (1998-2001) en de Copa Merconorte. Sinds 2003 nemen hier ook Braziliaanse clubs aan deel, echter slaagde er nog geen team in om deze competitie te winnen. Bij de Copa Mercosur domineerden de Brazilianen nochtans. Met Palmeiras (1998), Flamengo (1999) en Vasco da Gama (2000) leverde het land drie van de vier winnaars. De vicekampioenen kwamen elk jaar uit Brazilië.
Van 1988 tot 1997 werd ook de Supercopa Sudamericana gespeeld. Cruzeiro won deze in 1991 en 1992 en verloor de finale in 1988 en 1996. São Paulo won in 1993 en werd tweede in 1997. Flamengo speelde in 1993 en 1995 de finale maar verloor telkens.

## Nationaal elftal
Het Braziliaans nationaal elftal is het succesvolste ter wereld. In 1914 werd de eerste interland gespeeld. In Zuid-Amerika zijn Uruguay en Argentinië succesvoller wat betreft het aantal eindzeges in de Copa América, maar op het WK is het land heer en meester met vijf titels.

## Spelers

### Prijzen

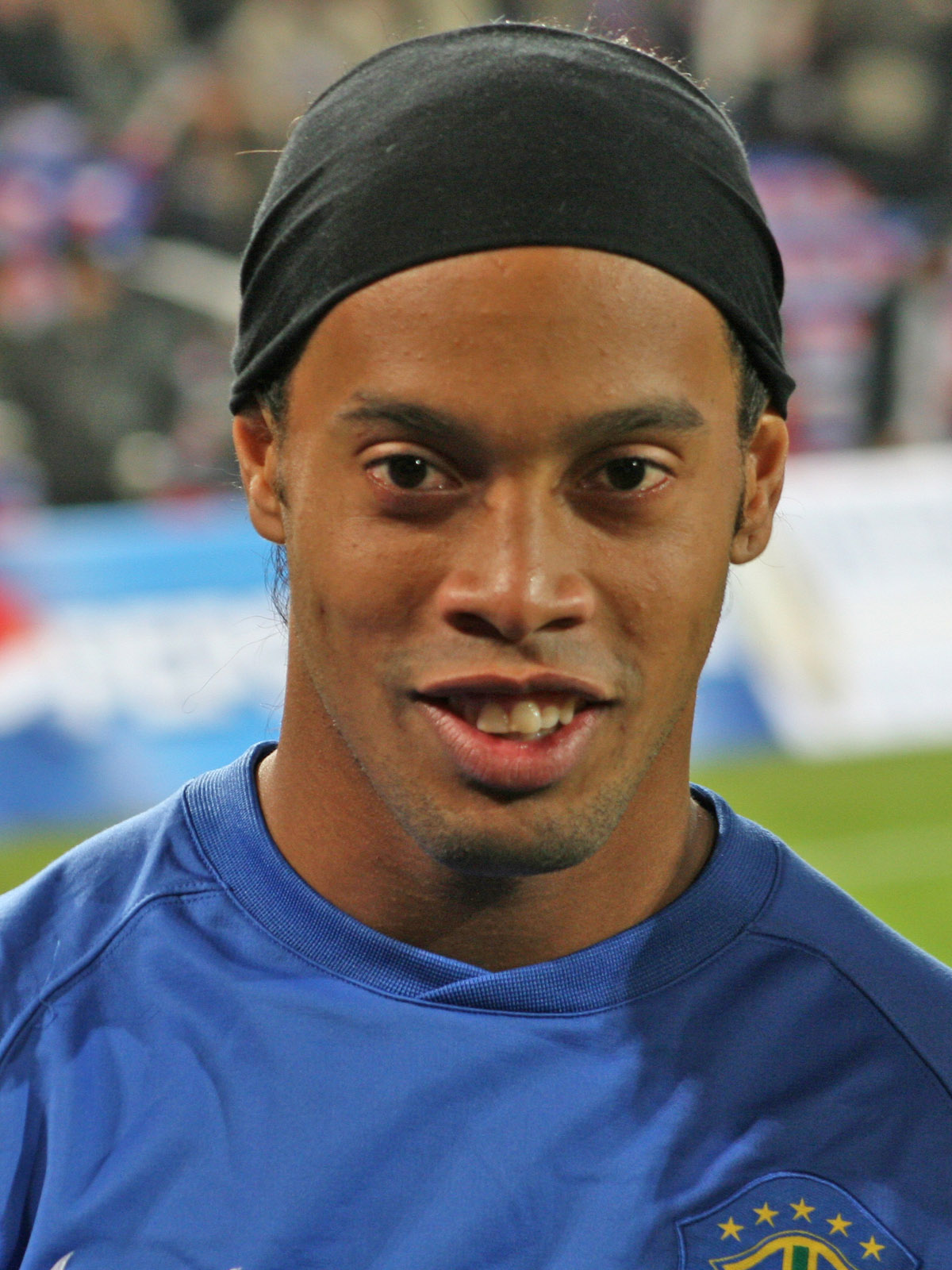
Ronaldinho werd bij FC Barcelona twee keer wereldvoetballer van het jaar

Sinds 1991 reikt de FIFA de prijs voor Wereldvoetballer van het jaar uit. Vijf Brazilianen wonnen deze prijs: Romário (1994), Ronaldo (1996, 1997, 2002), Rivaldo (1999), Ronaldinho (2004 en 2005) en Kaká (2007). In de tijd van 1982 tot 1990 toen deze titel officieus uitgereikt werd won Zico deze in 1983.
Relatief weinig Brazilianen wonnen sinds 1971 de prijs Zuid-Amerikaans voetballer van het jaar, mede omdat enkel in Zuid-Amerikaanse competities spelende spelers gekozen konden worden. Deze prijs werd gewonnen door Tostão (1971), Pelé (1973), Zico (1977, 1981, 1982), Sócrates (1983), Bebeto (1989), Raí (1992), Cafu (1994), Romário (2000) en Neymar (2011).
De Bola de Ouro (Gouden Bal) wordt jaarlijks uitgereikt aan de beste speler van het Campeonato Brasileiro. Omdat vele winnaars naar Europese competities gingen na het winnen van deze titels kon geen enkele spelers sinds begin jaren tachtig de prijs twee keer winnen.

### Profs in Brazilië
Het loonverschil in het profvoetbal is zeer hoog. Een profspeler verdient normaal niet meer dan 5.000 euro per maand, grotendeels via premies. Er zijn ongeveer 23.000 profspelers verdeeld over 500 clubs. Velen daarvan verdienen echter maar een minimumloon. Vele clubs verliezen daardoor regelmatig de beste spelers, immers zij worden aangetrokken door clubs die meer betalen. Stabiele clubs in de lagere reeksen van het profvoetbal zijn daarom ook eerder een uitzondering. Het gevolg is dat vele teams na een succesvol seizoen het jaar erna met een nieuw elftal op de proppen moeten komen. De topclubs komen ook met aardige transferbedrag van acht tot tien miljoen dollar voor topspelers, maar kunnen niet wedijveren met Europese clubs. Bij het WK 2006 werden er slechts drie spelers uit de Braziliaanse competitie geselecteerd.
Er zijn ook buitenlandse profs die de kost verdienen in Brazilië zoals spelers uit Argentinië (Carlos Tévez, Javier Mascherano) of Paraguay (Carlos Gamarra, Julio Manzur). Tévez ging voor 20 miljoen dollar naar Corinthians en werd zo de duurste transfer in Zuid-Amerika. De geboren Braziliaan en voormalig Duits international Paulo Rink speelde in 2006-2007 voor Atlético Paranaense.

### Profs in het buitenland

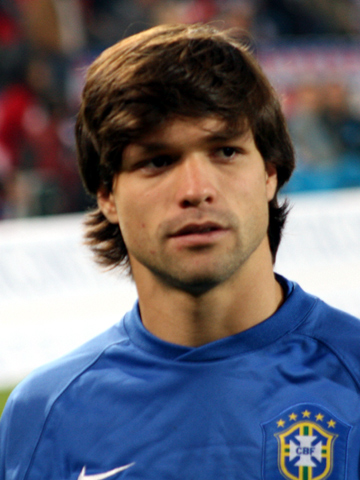
Diego in nationale outfit

Ongeveer 5.000 Brazilianen spelen profvoetbal in het buitenland en dit aantal stijgt nog. Vele spelers spelen in Duitse lagere reeksen, Oost-Europese competities, in Japan, China, Qatar of Saoedi-Arabië en zelfs in financieel onaantrekkelijke competities zoals de Faeröer, Armenië, Haïti, Libanon, Vietnam, Senegal of Jamaica. Er spelen veel Brazilianen in het voormalige moederland Portugal, waar er geen taalbarrière is.
De eerste Brazilianen in de Bundesliga waren weinig succesvol en bleven niet lang: Zezé bij 1. FC Köln (1964), Raoul Tagliari bij MSV Duisburg (1964-1966) en Buca bij HSV (1979/80). De eerste Braziliaan die echt succes kende was Tita.
Enkele spelers uit de Bundesliga werden ook sterren bij het nationale elftal, zoals Dunga, Júlio César, Zé Roberto, Lúcio en Diego. Andere spelers werden sterren in Europa, maar bleven relatief onbekend in eigen land, zoals Giovane Élber, Aílton, Marcelinho en Mário Jardel.
Een aantal Brazilianen neemt ook de nationaliteit aan van het land waarin men speelt. Zo speelden op het WK 2006 Deco voor Portugal, Francileudo Silva dos Santos voor Tunesië, Marcos Senna voor Spanje, Zinha voor Mexico en Alex voor Japan. Op het WK 2014 speelde Diego Costa voor Spanje. Voor Duitsland speelde Paulo Rink tussen 1998 en 2000 en ook Cacau en Kevin Kurányi zijn geboren Brazilianen.

### Bijnamen
In tegenstelling tot voetballers uit de meeste landen worden Braziliaanse spelers meestal met hun voornaam of een bijnaam aangesproken. Zo zijn de echte namen van vedetten zoals Pelé, die eigenlijk Edson Arantes do Nascimento heet, onbekend. Dit fenomeen komt niet enkel in het voetbal voor, maar ook bij andere sporten, zangers, acteurs of zelfs politici.

## Stadions

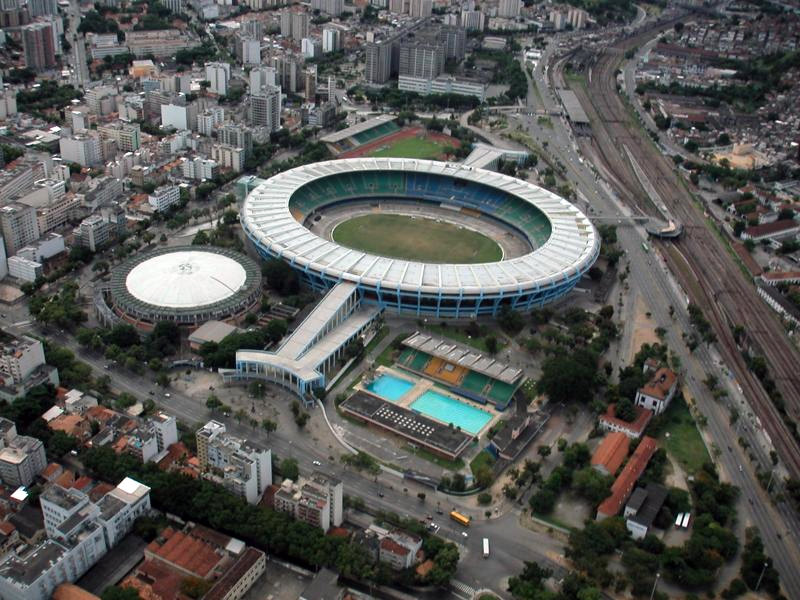
Maracanã in Rio.

Er zijn vijf stadions in Brazilië die nu of vroeger over 100.000 toeschouwers beschikten. Het beroemdste is het Maracanã in Rio de Janeiro, dat speciaal gebouwd werd voor het WK 1950 en waar toen zelfs meer dan 200.000 toeschouwers een wedstrijd bijwoonden. Andere grote stadions zijn het Estádio do Morumbi in São Paulo, het Mineirão in Belo Horizonte, het Fonte Nova in Salvador, Castelão in São Luís, Castelão in Fortaleza, Arruda in Recife en het Estádio Olímpico Monumental en Estádio Beira-Rio in Porto Alegre.